# Izravna demokracija
Izravna demokracija ili direktna demokracija je oblik demokracije u kojoj ljudi o političkim pitanjima odlučuju izravno, direktno. Ona se razlikuje od većine trenutno uspostavljenih demokracija koje su predstavničke.

## Pregled
U predstavničkoj demokraciji, ljudi glasaju za predstavnike koji potom dalje provode interese svojih glasačkih skupina u institucijama vlasti. U izravnoj demokraciji, ljudi svoje interese provode bez posrednika.
Poluizravne demokracije u kojoj predstavnici upravljaju općim organima vlasti, ali građani i dalje čine rukovodni entitet, dopuštaju tri forme narodne akcije: referendum (plebiscit), inicijativa i opoziv. Prve dvije forme - referendum i inicijativa - su primjeri direktnog zakonodavstva.
Referendum veže zakonodavstvo političke elite na narodni glas. Ovo je također i najčešća vrsta direktnog zakonodavstva. Narodni referendum daje građanima priliku osnivanja peticije koja može dovesti u pitanje već doneseni zakon, i to u pitanje građana. Institucije određuju vremenski period glasanja i potreban broj potpisa, a mogu tražiti i određen broj manjinskih zajednica kako bi zaštitile manjinske interese. Ova vrsta direktne demokracije daje glasačkoj skupini, narodu, pravo na veto vezano uz legislaciju zadanu izabranim predstavnicima. Ovo je česta praksa u Švicarskoj.
Inicijative daju građanima mogućnost predlaganja specifičnih ustavnih reforma. Taj prijedlog može biti obvezujući ili samo savjetni.
Opoziv daje narodu moć micanja izglasanih službenika prije kraja njihova mandata.
Ove mjere zalažu razne varijante anarhista i socijalista koji ističu probleme u predstavničkoj demokraciji.  Iznose kako direktna demokracija čini opoziciju centralističkoj vlasti.  To je zato što odlučivanje može biti samo na jednoj razini.  Centralni autoritet sprječava sami narod u vladanju nad samim sobom.

## Primjeri

### Atena
Atenska se demokracija razvila u staro-grčkom polisu Ateni, koji je činio grad Atena i okolno područje Atike, oko 500 godina PNE. Atena je bila jedna od prvih demokracija u povijesti. Drugi grčki gradovi su uspostavljali demokracije prateći Atenski model, no niti jedan nije bio tako moćan, stabilan ili tako dobro dokumentiran kao Atena. U Atenskoj direktnoj demokraciji, građani nisu glasali za predstavnike koji bi potom izglasavali zakonodavne mjere u ime naroda (kao u većini današnjih demokracija), nego su već građani glasali individualno.

### Švicarska
U Švicarskoj, bez potrebe za registracijom, svaki građanin dobije glasački papirić i informacijski brošur vezan uz svaku točku glasanja, a mogu ih poslati natrag putem pošte. Švicarska koristi različite varijante direktne demokracije; glasa se četiri puta godišnje.
Čista izravna demokracija postoji samo u švicarskim kantonima Appenzellu Innerrhodenu i Glarusu. Švicarska konfederacija je poluizravna demokracija (predstavnička demokracija s izrazitim elementima izravne demokracije). Korištenje direktne demokracije u Švicarskoj potiče federativan sastav države.
Većina zapadnih zemalja ima predstavničku demokraciju. Švicarska je rijetki primjer države s instrumentima direktne demokracije (na nivou općina, kantona, i federalne države). Građani imaju više moći nego li to imaju u predstavničkim demokracijama. Na bilo kojem političkom nivou, građani mogu predložiti izmjene ustavu kroz inicijative ili tražiti referendum na bilo koji zakon zadan bilo kojim zakonodavnim tijelom.
Švicarci svakodnevno glasaju vezano uz bilo kakav problem na bilo kojoj političkoj razini, kao što je izgradnja novih ulica, parkova i škola, ili promjena u financijskom zakonodavstvu, ustavne promjene, vanjskopolitičke odnose Švicarske, ili društveno-socijalne teme, četiri puta godišnje. Između siječnja 1995. i lipnja 2005. švicarski su građani glasali 31 put vezano uz 103 federalna upita, a tako i mnogo upita vezanih uz zasebne kantone i općine. U istom vremenskom periodu, u Francuskoj su građani Francuske glasali na samo dva referenduma.

### Pariška komuna
1871., nakon uspostave Pariške komune, građani Pariza, komunjari, su uspostavili decentraliziran direktni sistem vlasti kako bi doveli red spontanom ustanku. Iako još uvijek nije dozvoljavao ženama pravo glasa, imale su ključnu ulogu u uspostavi nove vlasti. Sve od vojske do sastanaka je bilo demokratizirano, što je dovelo mnoge članove Prve internacionale, Međunarodnog saveza radnika, da ju opišu kao revolucionarno društvo bez države, te njome simpatiziraju.
Zbog kratkog životnog vjeka Komune, održani su samo jedni međugradski izbori. Utjecaj direktne demokracije u Pariškoj komuni nije za podcjenjivanje.

### Republikanska Španjolska / Druga španjolska republika
Tijekom Španjolskog građanskog rata, koji je izbio 1936., mnoge zajednice u demokratskom antifašističkom djelu zemlje su se samoorganizirale u kolektivne, direktno-demokratske, sindikalne jedinice. Najbolji primjer su Confederación Nacional del Trabajo i Federación Anarquista Ibérica. Iako su kasnije poražene od strane fašističkih nacionalista Francisca Franca, imale su veliku ulogu u građanskom ratu te su uz pomoć interbrigada povukle pozornost cijelog svijeta.

## Elektronska izravna demokracija
Elektronska direktna demokracija (EDD), poznata kao izravna digitalna demokracija (IDD), je vrsta izravne demokracije koje koristi telekomunikaciju kao motivator javnog sudjelovanja.
EDD zahtjeva elektronsko glasanje. Kao u svakoj izravnoj demokraciji, u EDD-u, građani imaju pravo glasa na zakonodavstvo, uspostavu novih zakona, i opoziv predstavnika (ako ih ima).
EDD, kao sistem, nije uspostavljen u niti jednoj državi na svijetu. No, postoje mnogi pokreti za uvođenje takvog sistema u glasanje. Švicarska, već djelomično upravljana direktnom demokracijom, radi na uspostavljanjem takvog sistema.

## Anarhizam
Anarhisti podržavaju direktnu demokraciju kao alternativu centraliziranoj državi i kapitalizmu, iako, mnogi ističu probleme koje diže u interesima manjina, čija prava mogu biti stavljena u pitanje pod potpuno direktno-demokratskim sustavom bez ograničenja. Mnogi pobornici tog sustava se zato zalažu za dodatna ustavna prava koja se tim sistemom ne mogu narušiti.

## Suvremeni pokreti
Neki pokreti vrijedni spomena koji se bore za uspostavu izravne demokracije uključuju:
- Abahlali baseMjondolo – Južno-afrički kolibaški pokret
- Aktivdemokrati – politička stranka za e-demokraciju Švedska
- Autonomna akcija – Ruski komunistički i anarhistički pokret
- ¡Democracia Real YA! – "Istinska demokracija SADA!", pokret u Španjolskoj.
- Demoex – direktno-demokratska stranka u Švedskoj.
- Direct Democracy Ireland
- Direct Democracy Party of New Zealand
- Direktdemokraterna; savez triju švedskih direktno-demokratskih stranaka.
- Electronic Democracy Party  – Turska stranka koja promovira e-demokraciju.
- Podemos – najutjecajnija Španjolska direktno-demokratska stranka.
- Land Party – ruralna direktno-demokratska stranka u Galiciji, Španjolskoj.
- Occupy pokret kao Occupy Wall Street, Occupy Croatia
- Party of Internet Democracy – direktno-demokratska stranka u Mađarskoj.
- Piratska stranka
- Thrive New Zealand – Novo-Zelandska direktno-demokratska stranka.
- Direct Democracy Romania  Arhivirana inačica izvorne stranice od 16. siječnja 2018. (Wayback Machine) – prva Rumunjska direktno-demokratska stranka.

## Povezano
- Socijalizam
- Anarhizam
- Populizam
- E-demokracija
- Demokratski socijalizam
- Treća internacionala
- Radnička vjeća